# Marches Point
Marches Point (En Français Pointe-à-Luc,) est une municipalité, située sur la péninsule de Port-au-Port de l'Île de Terre-Neuve, dans la province de Terre-Neuve-et-Labrador, au Canada.

## Municipalités limitrophes